# Río Concho del Sur
El río Concho del Sur  es un río del estado de Texas, en los Estados Unidos.

Es de los pocos ríos texanos que fluyen de sur a norte. Nace en  Anson Springs, a unos 6 kilómetros al sur de Christoval, en el Condado de Tom Green. Fluye al norte atravesando la ciudad de Christoval, antes de unirse al Río Concho Central en el embalse de Twin Buttes, al suroeste de San Angelo. Tras salvar el embalse prosigue hacia el norte hasta afluir en el río Concho del Norte, formando el río Concho.
Consitutye un paisaje único en el estado de Texas, motivo por el cual ha sido un lugar destacado tanto para la población indígena como para los primeros exploradores europeos. Fue una importante parada en la ruta de la Guerra Comanche, y una zona de descanso para los primeros anglosajones que iniciaron su recorrido hacia el oeste cruzando Texas. Susan Peak, una solitaria colina al sur de la meseta de Edwards está localizada justo al sureste de Anson Springs, lo que la convertía en una sencilla referencia para que los viajeros novatos localizasen los manantiales que abundan en la zona.
Hoy el río es un lugar recreativo popular para la población de la zona.